# Museu do Chá de Ouro Preto
O Museu do Chá é um museu brasileiro que está localizado na sede administrativa do Parque do Itacolomi (Ouro Preto e Mariana – Minas Gerais). Ele está inserido nas zonas de uso intensivo e histórico-cultural do parque.

## Fazenda
Na década de 1930, era a Fazenda São José do Manso, onde funcionava uma fábrica de chá preto, a Edelweiss. cujo produto era exportado especialmente para a Alemanha. O lugar era um grande produtor no início do século XX.
José Salles Andrade foi o proprietário que levou as sementes da Índia e o maquinário alemão para a fazenda.
Depois da colheita das folhas, começava a utilização das máquinas para murchar as folhas, enrolá-las, alisá-las e em uma estufa para secarem. Após isso, elas eram cortadas num moinho e o chá era peneirado.
Em 1974 o historiador Tarquínio José Barbosa de Oliveira comprou a fazenda para tentar voltar com a produção, porém isso não ocorreu. Antes disso, em meados de 1950, também houve uma nova experiência para o retorno da plantação de chá.

## Museu
No museu, atualmente está em exposição parte do antigo maquinário utilizado, que é ainda hoje sua principal exposição. O local também conta com um acervo de fotos e vídeos sobre a história, cultivo, produção e costumes da fábrica quando estava em funcionamento, além de painéis e curiosidades sobre a produção e consumo do chá.
O museu conta com um monitor permanente, além de filmes que contam a sobre história, plantio, fabricação e hábitos do período áureo do chá. Também existem murais com informações e curiosidades sobre a bebida.